# Battaglia di Santiago (calcio)
Battaglia di Santiago (in spagnolo Batalla de Santiago) è il soprannome dato all'incontro di calcio tra le nazionali di Cile e Italia giocato il 2 giugno 1962 allo stadio Nazionale di Santiago del Cile, durante il campionato del mondo 1962.

## Antefatti
Il Cile fu scelto come sede del campionato del mondo 1962 nonostante diverse carenze nelle infrastrutture, nel frattempo acuitesi dopo la tragedia del terremoto di Valdivia del 1960. Per tali motivi l'organizzazione del torneo seguì un copione decisamente austero se comparato a quello seguito per le due precedenti edizioni del mondiale, in Svizzera e Svezia. L'Italia era stata contraria sin dall'inizio alla candidatura del Cile per i Mondiali.
Il sorteggio aveva inserito nel Gruppo 2 la squadra di casa, il Cile, insieme all'Italia, alla Svizzera e alla Germania Ovest. In Cile fu visto come un sorteggio sfortunato dato che la squadra locale doveva affrontare tre squadre europee importanti, due delle quali erano già state campioni del mondo. A questo si sommava il fatto che la nazionale cilena non conseguiva risultati importanti fin dalla Coppa del mondo del 1930.
Poco prima dell'inizio del campionato del mondo, con i rapporti tra Italia e Cile sino ad allora buoni, due inviati italiani, Antonio Ghirelli del Corriere della Sera e Corrado Pizzinelli de il Resto del Carlino-La Nazione, scrissero parole molto dure nei confronti del paese sudamericano.
Un articolo apparso sul quotidiano bolognese il Resto del Carlino, che parlava della situazione precaria di Santiago del Cile di quegli anni dopo il terremoto, portava come titolo: «Santiago, i confini del mondo: l'infinita tristezza della capitale cilena». Nell'articolo, la capitale cilena viene definita come «...il simbolo triste di uno dei paesi sottosviluppati del mondo e afflitto da tutti i mali possibili: denutrizione, prostituzione, analfabetismo, alcolismo, miseria... Sotto questi aspetti il Cile è terribile e Santiago ne è la sua espressione più dolente, tanto dolente che perde in sé le sue caratteristiche di città anonima... Interi quartieri della città praticano la prostituzione all'aria aperta...» Un altro articolo a firma di Pizzinelli, pubblicato questa volta sul quotidiano fiorentino La Nazione, conteneva un passo che diceva: «...il Cile sul piano del sottosviluppo deve essere messo alla pari di tanti paesi dell'Asia e dell'Africa... Gli abitanti di quei continenti sono dei non progrediti, questi sono dei regrediti».
Gli articoli provocarono indignazione tra i mezzi di comunicazione cileni. Il giornale locale Última hora invocò l'espulsione dei due cronisti italiani e un giornalista argentino, scambiato per italiano, venne picchiato in un locale notturno. Un altro motivo di rivalità era l'uso, comune per l'Italia, di oriundi, ovvero giocatori sudamericani naturalizzati italiani e impiegati dalla nazionale azzurra: quest'abitudine non era ben vista in Cile, come pure non era ben visto il fatto che nell'Italia giocassero due oriundi argentini (Omar Sívori e Humberto Maschio), data l'accesa rivalità tra le nazioni sudamericane.
L'articolo del Resto del Carlino fu riprodotto dal quotidiano El Mercurio qualche giorno prima della partita incriminata, mentre El Clarín titolò «Guerra mondiale», inasprendo l'acredine nei confronti degli italiani. In risposta poi agli articoli citati, in un editoriale della Revista Estadio venne scritto: «Anche noi abbiamo visto la povertà nel Sud Italia [durante la tournée della nazionale cilena in Europa, ndr], però preferiamo parlare delle meraviglie di Venezia e Firenze».

## La partita
Nelle rispettive partite d'esordio nel mondiale, il Cile riuscì a battere la Svizzera 3-1, mentre Italia e Germania Ovest pareggiarono 0-0. La partita tra Cile e Italia di conseguenza era molto importante, soprattutto per la nazionale azzurra che doveva recuperare punti. Ciò indusse la Commissione tecnica italiana a sostituire ben sei giocatori su undici, rispetto alla formazione schierata nella prima partita: il portiere Lorenzo Buffon, i difensori Giacomo Losi, Cesare Maldini e Luigi Radice nonché gli attaccanti Gianni Rivera e Omar Sívori, furono sostituiti da Carlo Mattrel, Mario David, Paride Tumburus, Francesco Janich, Bruno Mora e Humberto Maschio. David e Maschio sarebbero poi diventati due dei protagonisti della "battaglia".
L'arbitro designato per l'incontro fu Ken Aston. Il fischietto inglese aveva già diretto il Cile nella vittoriosa partita d'esordio e la circostanza che uno stesso arbitro diriga la squadra organizzatrice nelle prime due partite di un mondiale è rimasto un caso unico nella storia della coppa del mondo di calcio; va detto, tuttavia, che inizialmente era stato designato l'arbitro spagnolo Ortiz de Mendíbil, il quale era stato ricusato dalla nazionale italiana perché di lingua spagnola, come i cileni.

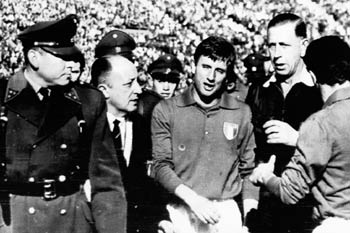
Giorgio Ferrini (al centro, con il tricolore sul petto) durante Cile-Italia

Nonostante Aston fosse uno degli arbitri più celebri e abili dell'epoca, il suo arbitraggio in questa partita venne in seguito ricordato soprattutto per gli errori e le sviste che condizionarono il risultato e contribuirono alla fama negativa dell'incontro. Coscienti che la partita sarebbe stata dura a causa della tensione causata dai media, i giocatori italiani entrarono in campo lanciando mazzi di garofani bianchi ai 66 000 spettatori presenti allo stadio. Per tutta risposta, il pubblicò cileno offrì in cambio un'assordante bordata di fischi.
Al 5' l'azzurro David entrò duramente sul numero undici cileno, Leonel Sánchez; subito dopo il contrasto Jorge Toro spinse l'azzurro, che in risposta assestò due calci al numero otto del Cile. Durante la successiva discussione con l'arbitro, il numero otto dell'Italia, l'oriundo Humberto Maschio, colpì Sánchez con un pugno al volto, non visto dall'arbitro e dai suoi assistenti.
Al 7' un fallo di reazione dell'azzurro Giorgio Ferrini, per un intervento da tergo del cileno Honorino Landa, provocò l'espulsione dell'italiano. Durante la discussione che ne seguì, Maschio ricevette un pugno al volto da Sánchez; Aston, voltato e ancora impegnato a discutere con Ferrini, non si accorse di nulla: l'italo-argentino cadde a terra con il naso fratturato e rimase in campo stordito, in quanto le sostituzioni non erano ancora ammesse (nei campionati del mondo furono introdotte nel 1970). Nel frattempo, la renitenza di Ferrini a lasciare il terreno di gioco rese necessario l'intervento dei Carabineros de Chile, la forza di gendarmeria cilena. La polizia dovette intervenire altre tre volte durante la partita.
La partita proseguì in maniera molto frammentaria, con falli frequenti che davano ogni volta adito a proteste e discussioni tra giocatori e direttore di gara. Al 38' di gioco vi fu lo scontro peggiore della partita: Sánchez, che avanzava sulla fascia sinistra, finì a terra su un regolare contrasto di David, come dimostrato dal fatto che il guardalinee messicano Fernando Buergo, distante poco più di un metro, non segnalò alcun fallo lasciando proseguire il gioco. Mentre il cileno era a terra, David rientrò sulla palla e, sullo slancio, calciò nuovamente l'avversario, provocando solo allora lo sbandieramento del guardalinee e la furia dello stesso Sánchez. Il cileno (figlio dell'ex campione di pugilato Juan Sánchez) si rialzò repentinamente e sferrò un pugno al volto di David, senza ricevere alcuna sanzione da parte dell'arbitro che fischiò una punizione a favore del Cile.
Pochi minuti dopo David entrò nuovamente su Sánchez, con un calcio volante in gioco pericoloso, colpendo il cileno alla spalla: in questo caso Aston vide lo scontro ed espulse senza appello il giocatore italiano.
L'Italia, in nove contro undici e con Maschio infortunato, difese lo 0-0 sino a 17 minuti dal termine, ma alla fine non riuscì a evitare la sconfitta. Cile-Italia finì 2-0 con le reti di Ramírez al 74' e di Toro all'88'. Nelle partite successive il Cile fu sconfitto 2-0 dalla Germania Ovest mentre l'Italia, nonostante il netto successo contro la Svizzera (3-0), venne eliminata proprio per via del risultato negativo nella partita di Santiago del Cile.

## Effetti successivi
La partita fu fin dall'inizio considerata come una delle più violente nella storia del calcio. Il commentatore inglese David Coleman, presentando la telecronaca registrata della partita nel Regno Unito, disse testualmente: «Buon pomeriggio. L'incontro a cui state per assistere è l'esibizione di calcio più stupida, spaventosa, sgradevole e vergognosa, verosimilmente, nella storia di questo sport». La telecronaca era registrata perché, non esistendo ancora i satelliti televisivi, il filmato doveva essere trasportato per via aerea.
L'arbitro inglese Ken Aston fu criticato dall'opinione pubblica internazionale per gli errori e le mancanze durante l'incontro. Lo stesso Aston riconobbe a posteriori la propria brutta prestazione durante l'incontro, ma si scusò dicendo: «Non stavo arbitrando una partita di calcio, facevo il giudice in un conflitto militare». Inoltre assicurò che avrebbe voluto sospendere l'incontro, ma ebbe il timore che potesse esplodere un'insurrezione popolare.
In generale i giornali italiani criticarono l'arbitro e i cileni, a seguito delle multiple scorrettezze commesse dai sudamericani, rimaste impunite da parte del direttore di gara. Un quotidiano italiano titolò «L'Italia perde contro Aston» accusando lo stesso arbitro di essere stato «ostile, provocatore e incompetente». Conseguentemente a quella prestazione Aston non arbitrò più partite né in quella coppa del mondo (ufficialmente a causa di una lesione al tendine di Achille), né nelle successive edizioni. A Milano la polizia italiana dovette sorvegliare il consolato cileno per vari giorni.
Dopo questo campionato del mondo, il giocatore cileno Leonel Sánchez disputò un provino a Milano con il Milan, dove militava Mario David, lo stesso con cui aveva fatto a pugni sul campo di Santiago del Cile. In tale occasione i due si strinsero la mano e, di fronte alla stampa, si dichiararono «grandi amici».

## Tabellino
| Arbitro: | Ken Aston |

|                                                                                                   |            | |
| Ramírez 74’ Toro 88’                                                                              | Marcatori  | |
| Escuti Eyzaguirre R. Sánchez Navarro (c) Contreras Rojas Ramírez Toro Landa Fouillioux L. Sánchez | Formazioni | · Mattrel · Robotti · David 41’ · Maschio · Janich · Salvadore · Mora (c) · Ferrini 12’ · Altafini · Tumburus · Menichelli |
| Fernando Riera                                                                                    | Allenatori | Paolo Mazza |